# 朝日大塚站
朝日大塚站（日语：／ Asahi-ōtsuka eki */?）是一個位於滋賀縣東近江市大塚町，屬近江鐵道本線的鐵路車站。

## 車站周邊
- 妙嚴寺

## 相鄰車站
近江鐵道
■本線（水口·蒲生野線）
櫻川－朝日大塚－朝日野

## 脚注
1. ↑  「軽便鉄道停留場設置」『官報』1916年11月21日（国立国会図書館デジタルコレクション）

## 外部鏈接
- 朝日大塚站（近江鉄道） （页面存档备份，存于）